# Herbert Sobel
Herbert Maxwell Sobel (Chicago (Illinois), 26 januari 1912 – Waukegan (Illinois), 30 september 1987) was een Amerikaanse militair. Hij was officier bij Easy Company van het 506th Parachute Infantry Regiment, 101st Airborne. Het verhaal van de compagnie is beschreven in het boek Band of Brothers en de televisieserie Band of Brothers.

## Levensloop
Sobel werd geboren in een Joods gezin. Zijn vader zat in de kledinghandel. Sobel studeerde af aan de Universiteit van Illinois, met een specialisatie in de architectuur. In maart 1941 meldde Sobel zich aan als vrijwilliger bij de luchtlandingstroepen. Hij doorliep de training met succes en kreeg hij het commando over Easy Company tijdens hun basistraining in Camp Toccoa in Georgia. Hij was fanatiek waardoor de soldaten die onder hem vielen een zeer intensieve training ondergingen. Sobel was niet populair bij zijn ondergeschikten. Zij omschreven hem later als kleinzielig en wraakzuchtig.
In aanloop na de invasie in Normandië werd Sobel ontheven van zijn post. De directe aanleiding was een bezwaar van een aantal onderofficieren die weigerden onder Sobel de strijd in te gaan. In plaats daarvan kreeg hij de leiding over de parachutistenschool in Chilton Foliat. Eerste luitenant Thomas Meehan volgde hem op. Sobel werd tijdens de invasie gedropt in Normandië als lid van de regimentsstaf. Later nam hij deel aan de slag om Bastenaken. Tegen het einde van de oorlog vervulde hij een officiersfunctie bij een logistieke eenheid.
Na de oorlog keerde Sobel terug naar de Verenigde Staten en vond werk als accountant. Tijdens de Koreaanse Oorlog ging hij opnieuw het leger in. Na die oorlog bleef hij lid van de National Guard en klom daar op tot de rang van luitenant-kolonel. 
Sobel trouwde en kreeg drie zonen en een dochter die kort na haar geboorte overleed. Later scheidde Sobel van zijn vrouw en verloor het contact met zijn kinderen. In 1970 schoot hij zichzelf door het hoofd met een pistool. De kogel ging achter zijn ogen langs waardoor Sobel de rest van zijn leven blind was. Kort daarna vond hij onderdak in een veteranenhuis. Hij leefde daar tot zijn overlijden aan malnutritie in 1987.

## Band of Brothers
Sobel kwam in de aandacht te staan door het boek Band of Brothers van Stephen Ambrose en later in de gelijknamige televisieserie. Hij werd gespeeld door David Schwimmer. Het beeld van Sobel dat uit Band of Brothers naar voren komt is negatief. Tegelijkertijd erkenden veel soldaten dat Easy Compagnie nooit zo effectief zou zijn geweest zonder Sobel.